# Scottish League Two 2018-2019
La Scottish League Two 2018-2019 è stata la 25ª edizione del torneo e ha rappresentato la quarta categoria del calcio scozzese.

## Squadre partecipanti
| Squadra         | Città              | Stadio              | Posizione 2017-2018                        |
| --------------- | ------------------ | ------------------- | ------------------------------------------ |
| Albion Rovers   | Coatbridge         | Cliftonhill Stadium | 10º posto in Scottish League One 2017-2018 |
| Annan Athletic  | Annan              | Galabank Stadium    | 7º posto                                   |
| Berwick Rangers | Berwick-upon-Tweed | Shielfield Park     | 8º posto                                   |
| Clyde           | Cumbernauld        | Broadwood Stadium   | 5º posto                                   |
| Cowdenbeath     | Cowdenbeath        | Central Park        | 10º posto                                  |
| Edinburgh       | Edimburgo          | Meadowbank Stadium  | 9º posto                                   |
| Elgin City      | Elgin              | Borough Briggs      | 6º posto                                   |
| Peterhead       | Peterhead          | Balmoor Stadium     | 2º posto                                   |
| Queen's Park    | Glasgow            | Hampden Park        | 9º posto in Scottish League One 2017-2018  |
| Stirling Albion | Stirling           | Forthbank Stadium   | 3º posto                                   |

## Classifica finale
|  | Pos. | Squadra         | Pt | G  | V  | N  | P  | GF | GS | DR  |
|  | ---- | --------------- | -- | -- | -- | -- | -- | -- | -- | --- |
|  | 1.   | Peterhead       | 79 | 36 | 24 | 7  | 5  | 65 | 29 | +36 |
|  | 2.   | Clyde           | 74 | 36 | 23 | 5  | 8  | 63 | 35 | +28 |
|  | 3.   | Edinburgh       | 67 | 36 | 20 | 7  | 9  | 58 | 31 | +27 |
|  | 4.   | Annan Athletic  | 66 | 36 | 20 | 6  | 10 | 70 | 39 | +31 |
|  | 5.   | Stirling Albion | 47 | 36 | 13 | 8  | 15 | 44 | 45 | −1  |
|  | 6.   | Cowdenbeath     | 43 | 36 | 12 | 7  | 17 | 46 | 46 | 0   |
|  | 7.   | Queen's Park    | 43 | 36 | 11 | 10 | 15 | 44 | 47 | −3  |
|  | 8.   | Elgin City      | 43 | 36 | 13 | 4  | 19 | 52 | 67 | −15 |
|  | 9.   | Albion Rovers   | 27 | 36 | 7  | 6  | 23 | 32 | 71 | −39 |
|  | 10.  | Berwick Rangers | 19 | 36 | 5  | 4  | 27 | 27 | 91 | −64 |

Legenda:

      Campione di League Two e promossa in League One
      Ammesse ai play-off per la League One
      Ammessa ai play-out
Note:

Tre punti a vittoria, uno a pareggio, zero a sconfitta.

## Play-off
Ai play-off partecipano la 2ª, 3ª e 4ª classificata della League Two (Clyde, Edinburgh City, Annan Athletic) e la 9ª classificata della League One 2018-2019 (Stenhousemuir).

### Semifinali
| Squadra 1      | Totale | Squadra 2     | Andata | Ritorno |
| -------------- | ------ | ------------- | ------ | ------- |
| Annan Athletic | 4 – 1  | Stenhousemuir | 2 – 0  | 2 – 1   |
| Edinburgh      | 0 – 4  | Clyde         | 0 – 1  | 0 - 3   |

### Finale
| Squadra 1      | Totale | Squadra 2 | Andata | Ritorno |
| -------------- | ------ | --------- | ------ | ------- |
| Annan Athletic | 1 – 2  | Clyde     | 1 – 0  | 0 – 2   |

## Play-out
Ai play-out partecipano la 10ª classificata della League Two (Berwick Rangers), il campione della Highland Football League 2018-2019 (Cove Rangers) e il campione della Lowland Football League 2018-2019 (East Kilbride).

### Semifinale
| Squadra 1     | Totale | Squadra 2    | Andata | Ritorno |
| ------------- | ------ | ------------ | ------ | ------- |
| East Kilbride | 1 – 5  | Cove Rangers | 1 – 2  | 0 – 3   |

### Finale
| Squadra 1    | Totale | Squadra 2       | Andata | Ritorno |
| ------------ | ------ | --------------- | ------ | ------- |
| Cove Rangers | 7 – 0  | Berwick Rangers | 4 – 0  | 3 – 0   |

## Verdetti
- Peterhead: Vincitore della Scottish League Two, promosso in Scottish League One 2019-2020.
- Clyde: Vincitore dei play-off, promosso in Scottish League One 2019-2020.
- Berwick Rangers: Perdente dei play-out, retrocesso in Highland Football League 2019-2020.